# Crimisus steinbachi
Crimisus steinbachi är en insektsart som först beskrevs av Bruner, L. 1913.  Crimisus steinbachi ingår i släktet Crimisus och familjen torngräshoppor. Inga underarter finns listade i Catalogue of Life.